# Res perit domino
Res perit domino è un brocardo latino che può essere tradotto letteralmente come «La cosa perisce al padrone». 
Nel diritto privato indica che il rischio del perimento di un bene dato in godimento grava su colui che ne è proprietario al momento del perimento stesso: art. 1588 c.c. È l'opposto di quanto accade nel caso di vendita di cose infungibili in cui il rischio si trasferisce immediatamente all'acquirente ex art. 1465 c.c. giacché per la suddetta tipologia contrattuale vige il principio consensualistico il quale, a sua volta, prevede che la proprietà del bene passi in capo all'acquirente al momento del manifestato accordo tra le parti.